# Чемпионат мира по полумарафону 2004
Чемпионат мира по полумарафону 2004 года прошёл 3 октября в Нью-Дели (Индия).
Дистанция полумарафона проходила по улицам города. Всего было проведено 2 забега. Старт мужскому забегу был дан в 8:00 утра по местному времени, а женскому — в 9:20. Определялись чемпионы в личном первенстве и в командном. Командный результат — складываются три лучших результата от страны, и по сумме наименьшего времени определяются чемпионы.
В соревнованиях приняли участие 152 легкоатлета из 55 стран мира.

## Результаты

### Мужчины
| Первенство | Золото                                                    | Серебро                                                        | Бронза                                                               |
| Личное     | Пол Кируи 1:02.15                                         | Фабиано Нааси 1:02.31                                          | Абдулла Хассан 1:02.36                                               |
| Командное  | Кения · Пол Кируи · Джон Корир · Уилсон Кебенеи · 3:07.55 | Эфиопия · Соломон Циге · Ален Эмере · Берхану Аддане · 3:08.37 | Уганда · Уилсон Бусинеи · Мартин Торойтич · Джозеф Нсубуга · 3:13.48 |

### Женщины
| Первенство | Золото                                                             | Серебро                                                                     | Бронза                                                              |
| Личное     | Сунь Инцзе 1:08.40                                                 | Лидия Черомеи 1:09.00                                                       | Константина Томеску 1:09.07                                         |
| Командное  | Эфиопия · Ерусалем Кума · Безунеш Бекеле · Тейба Эркессо · 3:36.00 | Румыния · Константина Томеску · Михаэла Ботезан · Люмината Талпос · 3:36.08 | Россия · Ирина Тимофеева · Алина Иванова · Елена Бурыкина · 3:38.21 |